# Sonny King
Pour les articles homonymes, voir Larry Johnson et King.
Larry Johnson, né en 1945 et mort le 31 août 2024, est un catcheur américain plus connu sous le nom de Sonny King.
Il a catché à la World Wide Wrestling Federation (WWWF), où il remporte le championnat WWWF par équipe.

## Carrière
Larry Johnson commence sa carrière en tant que boxeur professionnel, mais se tourne vers le catch après être devenu ami avec Ernie Ladd. Johnson refuse initialement l'offre de Jack Britton de rejoindre le secteur, mais fait finalement un essai plus tard. Il commence à s'entraîner à Détroit. Il travaille ensuite à Pittsburgh et Ontario.
En 1972, il se joint à Chief Jay Strongbow pour remporter le championnat par équipe de la World Wide Wrestling Federation de Baron Mikel Scicluna et King Curtis Iaukea,. Après un mois de règne, ils perdent leur titre contre l'équipe du Professor Tanaka et Mr Fuji. Entre 1973 et 1974, il travaille à la NWA Mid Atlantic où il affronte souvent Johnny Valentine et Swede Hanson.
Larry Johnson remporte le NWA Alabama Heavyweight Championship en Alabama en mars 1977. En 1978 et 1979, Johnson travaille en tant que manager de Jos Leduc et Ron Bass. Il feude aussi avec Jerry Lawler pour le Southern Championship. Lors de son passage à la Championship Wrestling from Florida, il échange l'équivalent du NWA Brass Knuckles Championship contre Killer Karl Kox.
En 1980, il fait équipe avec The Angel à la Continental Wrestling Association et remporte le AWA Southern Tag Team Championship. Alors qu'il attend le début d'un spectacle auquel il ne participe pas, il remarque des hommes qui essaient de passer de force dans la salle face à un garde, alors qu'ils ont été sortis par la police. Quand King essaye de s'interposer, il se fait poignarder à plusieurs reprises par plusieurs personnes. Il devient ensuite manager de catcheurs comme The Samoans ou Arn Anderson. Il prend sa retraite au milieu des années 1980.

## Vie privée
Larry Johnson a grandi en Caroline du Nord. Après sa retraite, il travaille dans une casse, achetant et vendant des pièces automobiles. Son fils a joué avec les Gamecocks de la Caroline du Sud.

## Palmarès
- Championship Wrestling from Florida
  - 1 fois Champion NWA Brass Knuckles (version de Floride)
- Continental Wrestling Association
  - 2 fois AWA Southern Tag Team Champion avec Ricky Morton (1) et The Angel (1)
- Southeastern Championship Wrestling
  - 1 fois NWA Alabama Heavyweight Champion
- World Wide Wrestling Federation
  - 1 fois champion WWWF par équipe avec Chief Jay Strongbow[3]